# Xolmis
Genre
Xolmis est un genre de passereaux sud-américains de la famille des tyrannidés.

## Liste d'espèces
Selon la classification de référence du Congrès ornithologique international (version 14.1, 2024) :
- Xolmis velatus (Lichtenstein, MHK, 1823) – Pépoaza voilé
- Xolmis irupero (Vieillot, 1823) – Pépoaza irupéro
  - Xolmis irupero niveus (von Spix, 1825)
  - Xolmis irupero irupero (Vieillot, 1823)

Le Pépoaza dominicain (Heteroxolmis dominicana) a été séparé du genre Xolmis après les travaux de Wesley Edwin Lanyon publiés en 1986,.